# Maasdorf (Bad Liebenwerda)
Maasdorf ist ein Ortsteil der Stadt Bad Liebenwerda im Landkreis Elbe-Elster in Brandenburg und liegt drei Kilometer nordöstlich der Stadt an der Kleinen Elster im Naturpark Niederlausitzer Heidelandschaft.
Maasdorf gehörte bis zur Eingemeindung im Jahr 1993 zum Landkreis Bad Liebenwerda und besitzt gegenwärtig 464 Einwohner.

## Geschichte

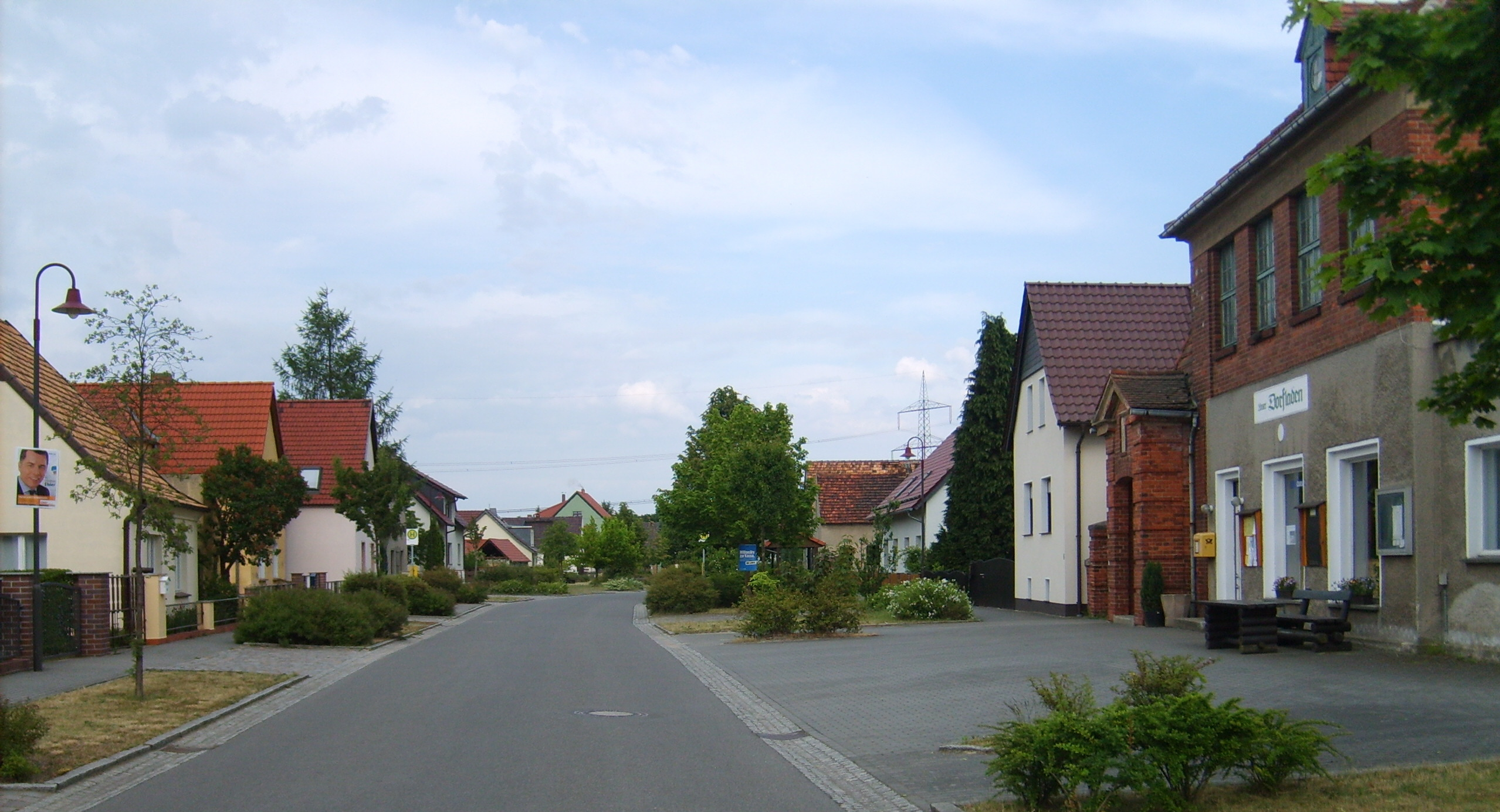
Maasdorf

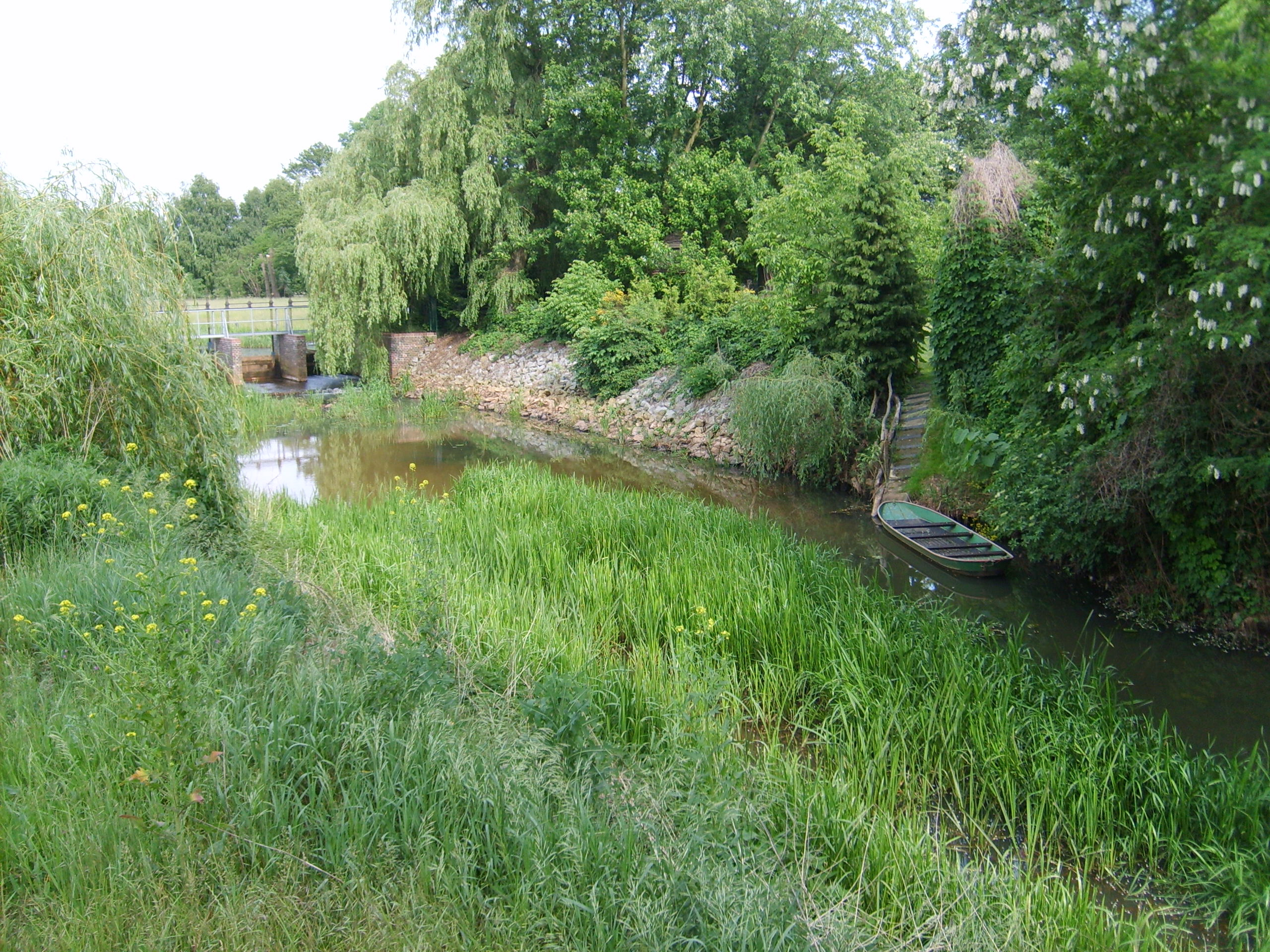
Kleine Elster

Maasdorf (1910)

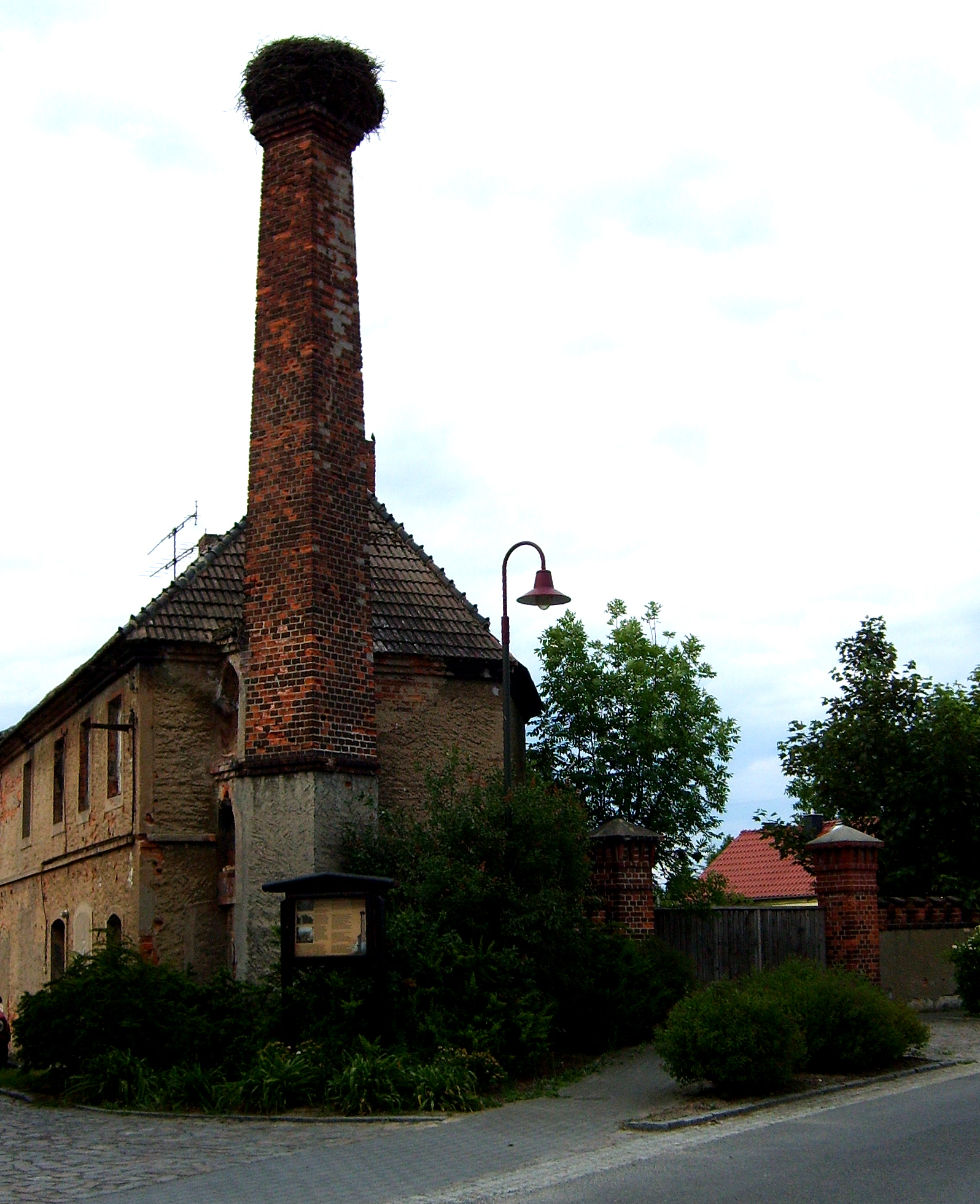
Storchennest auf dem Schornstein der alten Gutsbrennerei

Die urkundliche Ersterwähnung im Jahr 1376 bezeichnete den Ort als Mostorph. Konkrete Überlieferungen, über die Herkunft des Namens in schriftlicher Form, gibt es nicht. Er ist wahrscheinlich deutschen Ursprungs. Aber im Laufe der Jahrhunderte gab es eine Reihe verschiedener Schreibweisen: 1376 Mostorph, 1378 Mostorf, 1391 Mannstorf, 1402 Mansdorff, 1442 Mastorff, 1457 Monstorff, 1529 Maßdorff, 1550 Masdorff, 1752 Maasdorff.
Ursprüngliche Besitzer des Dorfes war das Adelsgeschlecht der Ileburger, welche zu diesem Zeitpunkt unter anderem auf der Burg in Liebenwerda herrschten und zum obersächsischen Uradel gehörten. Wenn Recht gesprochen werden sollte, mussten die Maasdorfer vor dem Dingstuhl in Dobra erscheinen, dem neben Dobra und Maasdorf auch die Liebenwerdaer Vororte Stadtwinkel und Freiwinkel, Zeischa sowie Zobersdorf angehörten. Die Einwohner litten stark unter den Hochwassern der Kleinen Elster (früher Dober) einem Nebenfluss der der Schwarzen Elster. Deshalb wurde 1789 am Fluss ein Damm von 122,5 Ellen Länge zum Hochwasserschutz des Dorfes errichtet.
Wie die meisten Orte blieb auch Maasdorf nicht vor großen Bränden verschont. Und so wurde bei einem verheerenden Brand im Jahre 1457 das Dorf vollständig vernichtet. Beim anschließenden Neuaufbau des Dorfes bekamen die Einwohner Unterstützung vom Kirchspiel Wahrenbrück, wozu Maasdorf in jener Zeit gehörte. Da das Dorf keine eigene Kirche besaß, ging man in Wahrenbrück zum Gottesdienst und die verstorbenen Einwohner wurden auch dort beigesetzt. Bis in die Gegenwart hat sich daher der Name „Leichenweg“ für einen von Maasdorf nach Wahrenbrück führenden Weg erhalten. Nach der ersten Kirchenvisitation im Jahre 1529 wurde Maasdorf allerdings von Wahrenbrück getrennt und das Dorf gehörte fortan zur Parochie Liebenwerda. Weitere große Brände ereigneten sich im Februar 1609 als dem Feuer 17 Häuser zum Opfer fielen und im Januar 1856 als sechs Gehöfte vernichtet wurden. 1874 wurde im Ort schließlich eine Freiwillige Feuerwehr gegründet. Laut Liebenwerdaer Kreisblatt wurden am Freitag, dem 23. Juli 1875, um 15.30 Uhr die Feuerspritzen einer ersten Kontrolle unterzogen.
Ab 1875 gehörte die Kolonie Knissen zu Maasdorf. Aber bereits 1936 wurde sie nach Thalberg eingemeindet, welches durch die Zuordnung der zur Siedlung gehörenden Feldfluren wieder eine Gemarkungsfläche bekam und eine eigenständige Gemeinde wurde.
Kurz vor dem Ende des Zweiten Weltkrieges rückte am 22. April 1945 Rote Armee in Maasdorf ein. Die russischen Soldaten durchsuchten alle Höfe hauptsächlich nach Pferden, wovon die Besten beschlagnahmt wurden. Ein Grundstück, wo man ein liegengebliebenes Militärfahrzeug fand, wurde von den Soldaten niedergebrannt. Noch nach dem offiziellen Kriegsende wurde am 11. Mai 1945 der Dorfschullehrer Karl Drechsler vor den Augen seiner Ehefrau während einer Auseinandersetzung mit russischen Soldaten von diesen im Schulgarten erschossen.
Bereits im Herbst 1945 begann im Kreis Bad Liebenwerda die Bodenreform. Dabei erfolgte gemäß der Bodenreformverordnung (BRVO) die Enteignung und Aufteilung von privatem und staatlichem Großgrundbesitz über 100 Hektar mit allen Gebäuden, lebendem und totem Inventar sowie anderem landwirtschaftlichen Vermögen. Bis zum 1. März des folgenden Jahres waren im Kreis insgesamt 9580 Hektar enteignet und verteilt. In Maasdorf betraf das u. a. den Rittergutsbesitzer Paul Weiland. Hier wurden 157 Hektar Land aufgeteilt. Der alte Maasdorfer Gutsbezirk des Teichgutes Mittelhausen gehörte bis dorthin zuletzt der briefadeligen Familie von Kuczkowski.
In der im Oktober 1949 gegründeten Deutschen Demokratischen Republik gehörte Maasdorf zunächst zum 1952 aufgelösten Land Sachsen-Anhalt. Nach der Gründung der Bezirke gehörte die Ortschaft bis zur Wiedervereinigung der beiden deutschen Staaten im Jahr 1990 zum Bezirk Cottbus.
Maasdorf gehörte bis zur Kreisgebietsreform in Brandenburg im Jahre 1993 zum Landkreis Bad Liebenwerda, der am 6. Dezember 1993 mit den Landkreisen Herzberg und Finsterwalde in den Landkreis Elbe-Elster einging. Am selben Tag wurde die Gemeinde zusammen mit den Orten Dobra, Kosilenzien, Kröbeln, Lausitz, Möglenz, Neuburxdorf, Oschätzchen, Prieschka, Thalberg, Theisa, Zeischa und Zobersdorf in die Stadt Bad Liebenwerda eingemeindet.

### Einwohnerentwicklung

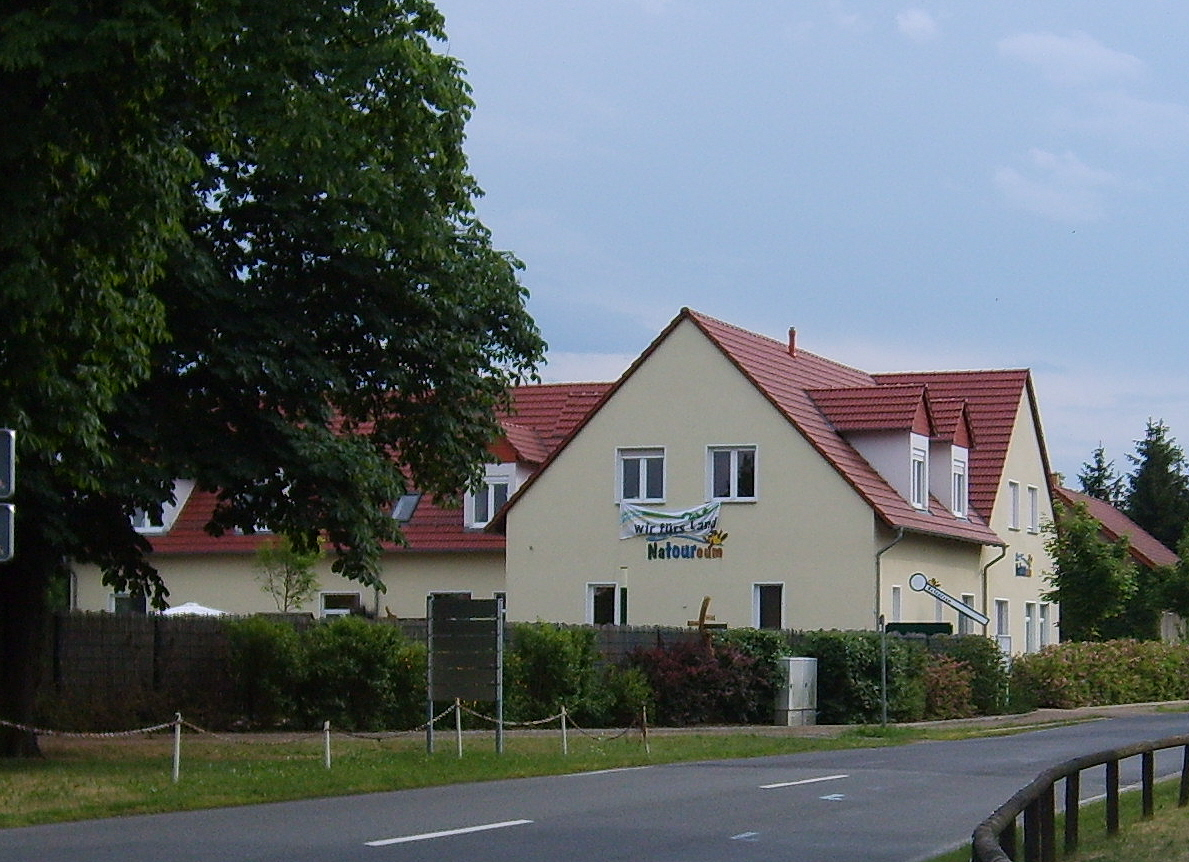
Elster-Natoureum

- 1835 besaß Maasdorf 43 Häuser mit 211 Einwohnern, 44 Pferden, 196 Rindern, 425 Schafen, 13 Ziegen und 98 Schweinen.[15]

| 1875 | 500 |  | 1946 | 623 |  | 1989 | 522 |
| 1890 | 600 |  | 1950 | 641 |  | 1990 | 510 |
| 1910 | 700 |  | 1964 | 556 |  | 1991 | 491 |
| 1925 | 837 |  | 1971 | 546 |  | 1992 | 494 |
| 1933 | 922 |  | 1981 | 535 |  | 2005 | 477 |
| 1939 | 982 |  | 1985 | 525 |  | 2010 | 444 |

## Kultur und Sehenswürdigkeiten

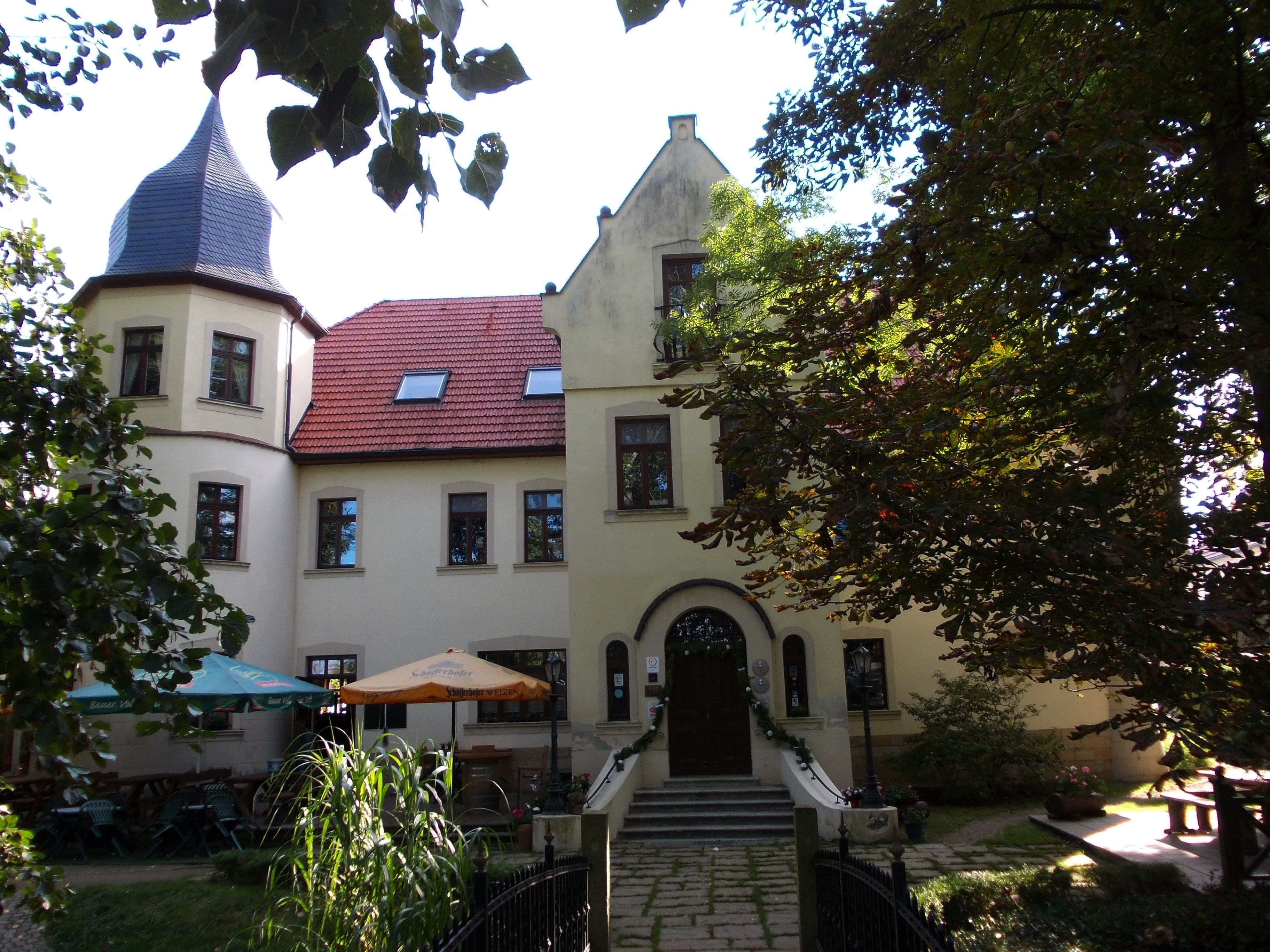
Rittergut Maasdorf
(„Parkschlösschen“)

Eine Sehenswürdigkeiten ist das Rittergut Maasdorf, das sogenannte „Parkschlösschen“, am Mühlgraben. Eine einstige Domäne wurde um 1701 erwähnt, mit konkreter Sicherheit ist aber das Gut im Dorf gemeint. Denn bereits vor 1692 wurde das uradelige Geschlecht der von Seydewitz Gutsinhaber. Erworben hatte es Damm von Seydewitz, der sich zuerst mit dem bis heute gültigen Wappen seiner Familie bediente. Die Söhne Damm Friedrich von Seydewitz und Christian Friedrich von Seydewitz baten den Landesherrn im Juni des genannten Jahres um die (neue) Belehnung von Gütern, auch von Maasdorf. Es gehörte nachmals dem Oberförster von Seydewitz. Mitte des 19. Jahrhunderts wurde die Familie von Rohrscheidt als Gutsherr geführt. 1898 wurde der an Paul Weiland veräußert, dem die Zementfabrik Liebenwerda gehörte. Seine aus Südtirol stammende Ehefrau ließ die einzelnen Gebäude im italienischen Stil durch Türmchen miteinander verbinden, wodurch das auf diese Weise neu entstandene Bauwerk einen schlossähnlichen Charakter bekam. Das Rittergut verblieb bis zur Bodenreform in Deutschland im Besitz der Familie Weiland. Dagegen gehörte das eigenständige Gutsareal Teichgut Mittelhausen mit 87 ha in den 1920er Jahren der Familie des Offiziers Wilhelm von Borries-Dalldorf. Dann folgte die Familie von Kuczkowski, vom Ursprung her eine westpreußische Adelsfamilie, vertreten durch den Major d. R. Ignatz von Kuczkowski, folgend als Erbe der Sohn Eberhard von Kuczkowski.
1984 wurde im Gutshausgebäude schließlich eine Gaststätte eingerichtet. In der Gegenwart befindet sich hier die Restaurant Parkschlösschen mit einem dazugehörenden Hotel.
Ein weiterer touristischer Anziehungspunkt ist das 2005 eingeweihte Maasdorfer Elster-Natoureum. „Natur anschauen, erleben und von ihr lernen“ ist das Motto der Einrichtung, wo die Region des Elbe-Elster-Landes mit ihren Sehenswürdigkeiten im Miniaturformat dargestellt wird. In den Außenanlagen befindet sich unter anderem auch eine 320 Meter umfassende Anlage einer LGB-Gartenbahn der Spurbreite 45 Millimeter.

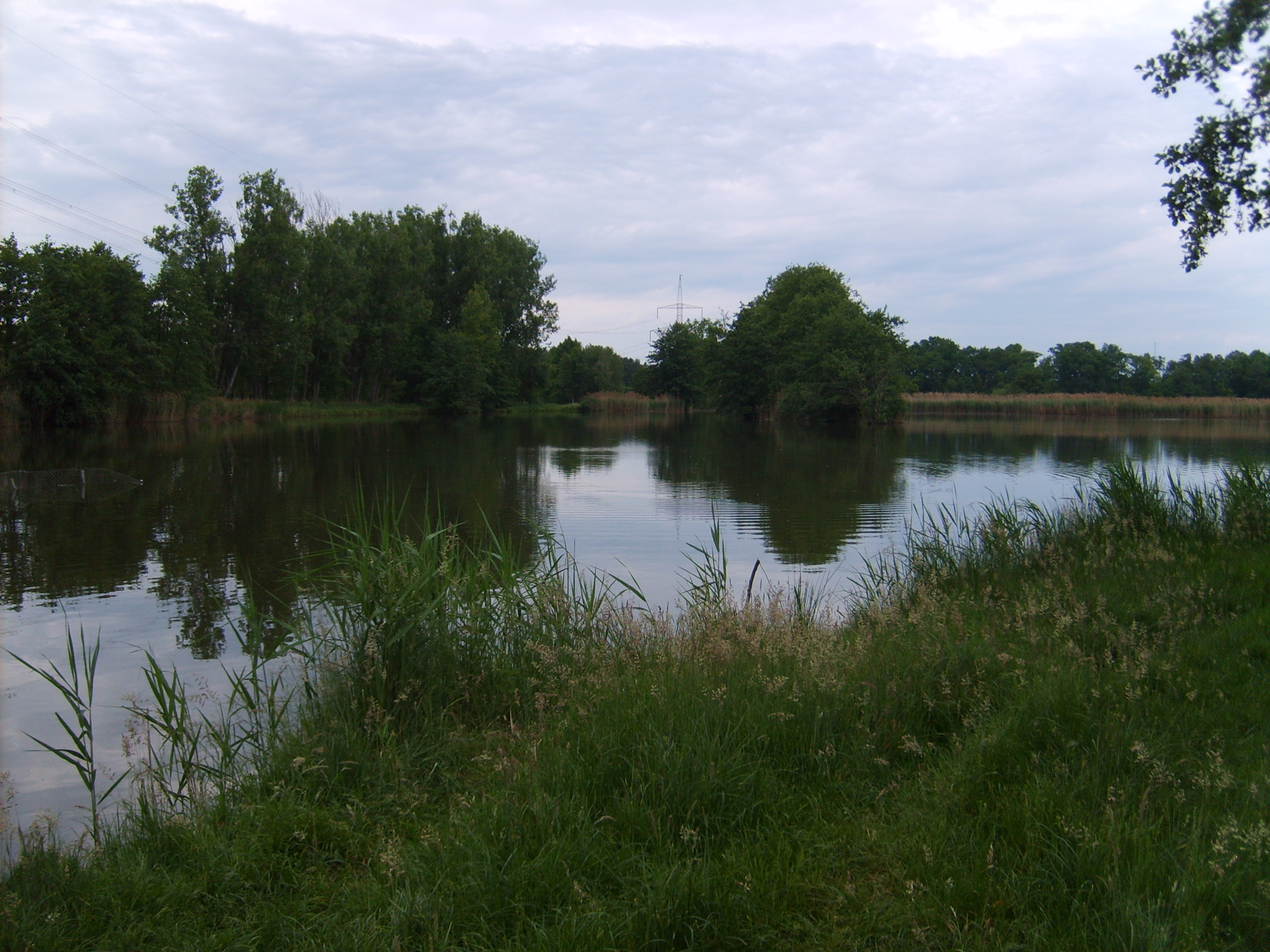
Maasdorfer Teiche

Unweit des Ortes befinden sich nahe dem einstigen Maasdorfer Ortsteil Knissen die „Maasdorfer Teiche“. Sie wurden bereits im Jahre 1543 zur Fischzucht erbaut und stellen heute ein beliebtes Ausflugsziel dar.
Auf dem Maasdorfer Friedhof befindet sich ein Kriegerdenkmal in Form einer Stele, welche den vierunddreißig im Ersten Weltkrieg und vierzig im Zweiten Weltkrieg gefallenen Maasdorfer Einwohnern gedenken soll.

## Persönlichkeiten
- Friedrich von Rohrscheidt (1815–1880), kgl. preuß. Landrat Kreis Liebenwerda (1843–1851), daselbst Gutsherr in Maasdorf, zuletzt Geheimer Ober-Rechnungsrat[27] (Nachfahren dann Gut Garzau).

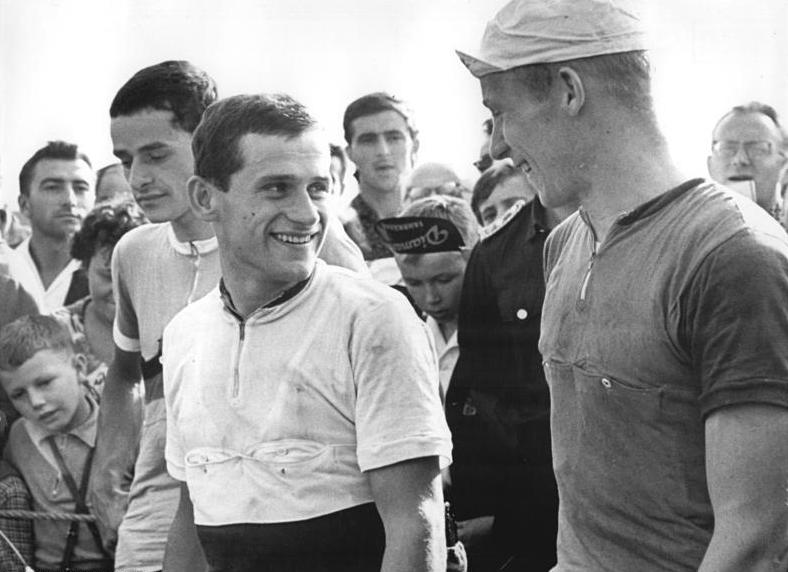
Axel Peschel (rechts, zusammen mit Siegfried Huster)

- Der 1942 in Maasdorf geborene Radsportler Axel Peschel wurde 1968 in Warschau Sieger der damals sehr populären Internationalen Friedensfahrt.